# Summer Party
Summer Party – specjalny album k-pop, wydany w lipcu 2003 roku przez Lee Jung-hyun.

## Lista utworów
1. "Stage 1.Summer Party"
2. "Summer Dance"
3. "Ya!"
4. "Crocodile"
5. "Tell Me"
6. "Stage 2.Trance Party"
7. "Summer Dance" (Trance Mix)
8. "Ya!" (Hardcore Trance Mix)
9. "Crocodile" (Dream Mix)
10. "Tell Me" (Hyper Trance Mix)
11. "Stage 3.Non Stop Party+Non Stop Mix"
12. "See You Next Time"